# Afroamericans de l'Argentina
Els afroamericans de l'Argentina són les persones que descendeixen dels africans que van ser portats a l'actual Argentina pel comerç atlàntic d'esclaus durant els segles de la dominació espanyola del virregnat del Riu de la Plata. Aquests han tingut un paper important en la història de l'Argentina. La població negra va arribar a significar més de la meitat de la població d'algunes ciutats durant els segles xviii i xix i va exercir un profund impacte sobre la cultura nacional. Tot i que va disminuir molt en nombre al llarg del segle xix, per l'efecte de l'al·luvió migratori fomentat per la Constitució de 1853, la seva aparent desaparició fou més aviat el resultat d'una representació historiogràfica que els donava per exterminats d'una realitat empírica. El 2006 es va realitzar un cens pilot sobre aquesta qüestió, als barris de Montserrat, de Buenos Aires i de Santa Rosa de Lima, de Santa Fe i es va verificar que el 5% de la població argentina sap que té alguns avantpassats que provenien de l'Àfrica negra i que n'hi ha un 20% que considera que podria tenir-los, però no ho sap de segur. Això recolza l'estudi del Centre de Genètica de la Facultat de Filosofia i Lletres de la Universitat de Buenos Aires, que va estimar que un 4,3% dels habitants de Buenos Aires i del seva zona metropolitana tenia marcadors genètics africans.

## Introducció i origen dels afroamericans durant la colònia

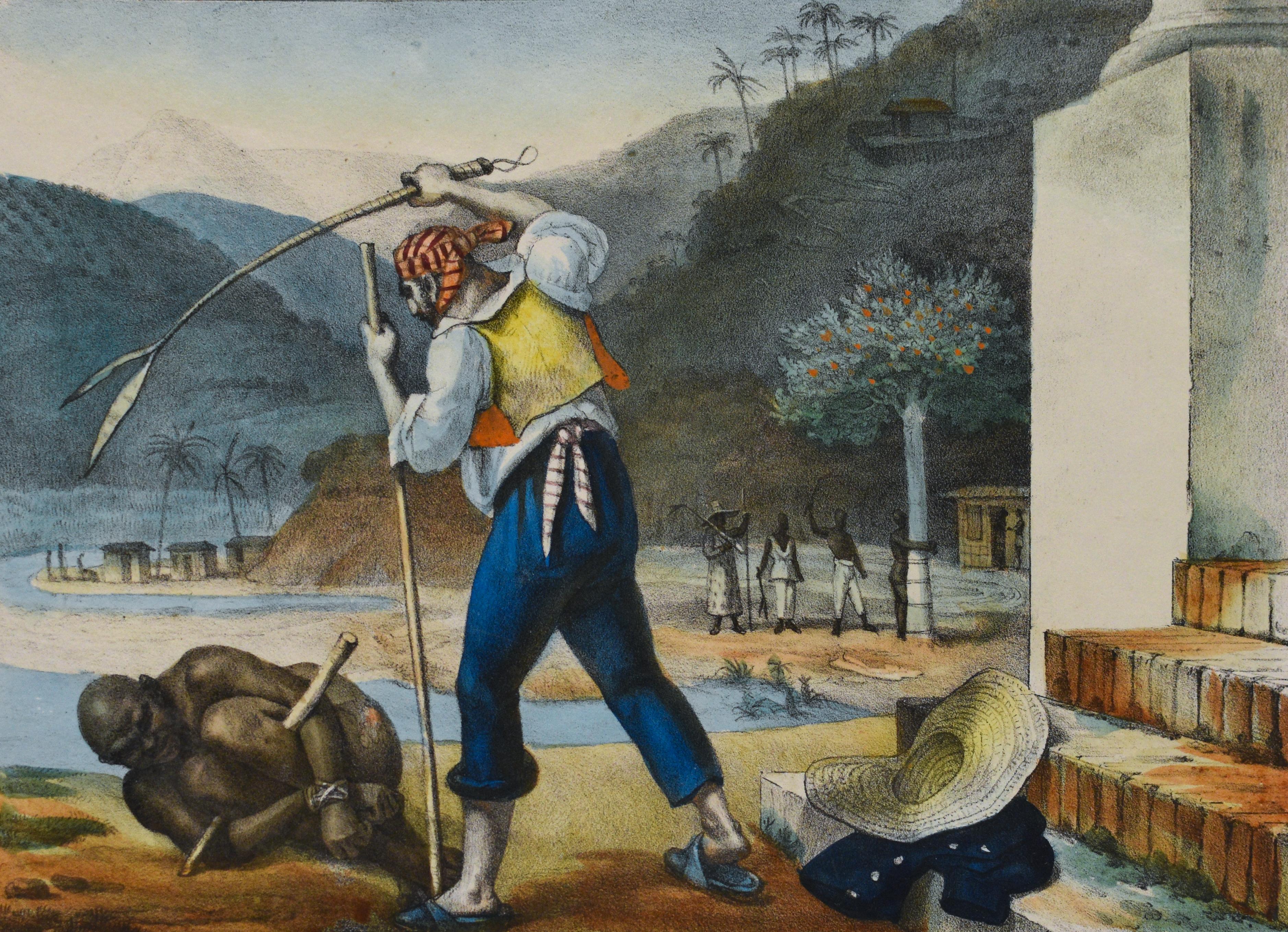
Esclavitud de Debret. La colonització espanyola imposà un sistema esclavista sobre la base del segrest de desenes de milers de persones a l'Àfrica subsahariana

Com a part del procés de conquesta, el règim econòmic de les colònies europees al continent americà va desenvolupar diferents formes d'explotació forçada del treball dels amerindis. Però, a causa de la baixa densitat relativa de població d'alguns dels territoris americans, a la resistència oposada per alguns grups aborígens a l'aculturació i sobretot, a l'elevada taxa de mortalitat a què els sotmetien, el tipus de treball i les malalties introduïdes pels europeus que van provocar a la població nadiua, arribaren a complementar la mà d'obra que aquests proporcionaven amb esclaus procedents del continent africà.
Fins ben entrat el segle xix, l'explotació minera i l'agricultura van constituir el gruix de l'activitat econòmica a Amèrica. Bona part d'aquests treball va ser dut a terme per mà d'obra en règim d'esclavitud o similar. Els africans oferien als conqueridors l'avantatge d'haver estat ja exposats, a causa de la seva proximitat geogràfica, a les malalties europees, i a la vegada estar adaptats al clima tropical de les colònies. L'ingrés d'esclaus africans va començar a les colònies del Riu de la Plata el 1588, malgrat que, als seus inicis, la majoria d'arribada d'esclaus negres va ser mitjançant el contraban; el tràfic va prosperar pel port de Buenos Aires quan es va concedir als britànics el privilegi d'ingressar una quota d'esclaus a través d'aquest. Els reis d'Espanya comptaven amb contractes amb diverses companyies, sobretot portugueses i espanyoles, perquè els proveïssin d'esclaus. El 1713, Anglaterra va exercir un monopoli sobre aquest comerç a causa de la seva victòria en la Guerra de Successió espanyola. L'últim contracte es va pactar el 1787 amb la Real Compañía de Filipinas. El 1784 hi va haver la prohibició del comerç d'esclaus.
Tenint en compte la seva procedència, abans del segle xvi, havien arribat nombres reduïts d'esclaus procedents de les illes del Cap Verd, però la majoria dels africans que es van introduir a l'actual Argentina procedien dels territoris de l'actual Angola, República Democràtica del Congo, Guinea i la República del Congo, sobretot dels grups ètnics de la família de llengües bantu. Dels ioruba i els ewé, que van ser portats en massa al Brasil, en van arribar menys.
Es calcula que uns 60.000.000 van ser enviats a Amèrica des d'Àfrica, dels quals només en van arribar amb vida uns 12 milions, que van ingressar al continent americà sobretot pels ports de Buenos Aires, Montevideo, Valparaíso i Rio de Janeiro.
Els esclaus es van destinar a les tasques d'agricultura, ramaderia, el treball domèstic i en menor mesura l'artesania. A les zones urbanes, molts esclaus desenvolupaven tasques d'artesania per a la venda, els rèdits percebien els seus patrons. Els barris porteños de San Telmo i Montserrat van allotjar a gran quantitat dels mateixos, encara que la major part va anar a donar a l'interior. El cens dut a terme per Juan José de Vértiz i Salcedo en 1778 va llançar resultats molt elevats en les ciutats localitzades en les àrees de major producció agrícola: el 54% de la població a Santiago del Estero, el 52% a San Fernando del Valle de Catamarca, el 46% a Salta, el 44% a Córdoba, el 42% a San Miguel de Tucumán, el 24% a Mendoza, el 20% a La Rioja, el 16% a San Juan de la Frontera, el 13% a San Salvador de Jujuy i el 9% a San Luis, encara que existien també en altres ciutats i pobles en menor quantitat (per ex., un barri actualment ric de la ciutat de Corrientes porta el nom de Camba Cuá -del guaraní kamba kua, 'cova de negres '-).
A la ciutat de Buenos Aires, el mateix cens xifrava en 15.719 la quantitat d'espanyols, 1.288 la de mestissos d'indis i de 7.268 la de mulats i negres; mentre que el 1810 es comptabilitzaren 22.793 blancs, 9.615 negres i mulats i només 150 indígenes. La zona més densament poblada d'afroamericans estava situada al barri de Montserrat, també anomenat barrio del Tambor, a prop de l'actual Congrés argentí.

### Lesnaciones
Els afroamericans a l'Argentina se solien agrupar en el que ells anomenaven naciones, com els conga (de morenos), Cabunda, Africana argentina, Mozambique, etc.
Les seves seus eren llocs oberts aplanats artificialment i preparats per al ball, així com tenien llocs tancats. En alguns casos, les sales tenien catifes i cortines, gràcies al que va pagar algun amo. La nació tenia el seu rei i reina (que eren triats democràticament i no tenien cort) i comptaven amb un tron que s'aixecava en el millor lloc de la sala, amb la seva pròpia bandera. També hi havia una estrada o almenys una tarima que, entre altres coses, era utilitzada per a rebre els grans dignataris. A la seu s'efectuaven tertúlies i balls.
Al seu torn, les societats de negres s'aglomeraven en els barris, com el del Mondongo o el del Tambor. El primer fou un dels més importants de Buenos Aires i tenia 16 illes de cases, al barri Montserrat. El seu nom provenia del fet que es consumien grans quantitats de mondongo. Sobre el nom de Tambor, era molt comú que algun poble tingués una nació amb aquest nom, ja que era el seu instrument favorit per als balls i les cançons.

## Els negres en la formació de l'Argentina
Tot i la seva reducció a l'esclavitud, testimonis de l'època sostenen que a Buenos Aires i Montevideo, els esclaus eren tractats amb menys crueltat que en altres llocs. José Antonio Wilde, a Buenos Aires (1810-80), va dir que:
| « | los esclavos habían sido tratados con verdadero cariño por sus amos, no habiendo punto de comparación con el trato dado en otras colonias. | » |

Tot i que també reconeixia que:
| « | las amas atormentaban más o menos a esta fracción desventurada del género humano (y que) estaban entre nosotros por lo general muy mal vestidos. | » |

La mateixa opinió, sobre el millor tracte que s'oferia als esclaus, ens ho van deixar els estrangers que viatjaven a l'actual Argentina. Per exemple, Alexander Gillespie, capità de l'exèrcit britànic durant les invasions angleses, va escriure en les seves memòries que el va sorprendre el fet que se'ls tractés bé, en contrast amb els seus plantadors, i prosseguia:
| «                                                                 | "Estos infelices desterrados de su país, así que son comprados en Buenos Aires, el primer cuidado del amo es instruir a su esclavo en el lenguaje nativo del lugar, y lo mismo en los principios generales y el credo de su fe"...."Los amos, en cuanto pude observar, eran igualmente atentos a su moral doméstica. Todas las mañanas antes de que el ama fuese a misa, congregaba a las negras en círculo sobre el suelo, jóvenes y viejas, dándoles trabajo de aguja y tejido, de acuerdo con sus capacidades. Todos parecían joviales y no dudo que la reprensión también penetraba en su círculo. Antes y después de la comida, así como en la cena, uno de estos últimos se presentaba para pedir la bendición y dar las gracias, lo que se les enseñaba a considerar como deberes prominentes y siempre los cumplían con solemnidad". | » |
| — Memorias de Alexander Gillespie, Capitán del Ejército Británico | |   |

El 1801, les primeres milícies de negres es van organitzar i reglamentar a la compañía de Granaderos de Pardos y Morenos, com un cos militar segregat de la resta.
Durant les invasions britàniques del Riu de la Plata (1806), s'originà un aixecament d'esclaus negres a Buenos Aires, encoratjats per l'auge de l'abolicionisme de l'esclavitud a Anglaterra. Creien que l'expedició anglesa arribava sobretot per oferir-los la seva independència. Però el general anglès William Carr Beresford no va veure amb bons ulls aquest moviment: Juan Martín de Pueyrredón li va exposar que el país seria una ruïna si no se suprimia la il·lusió dels esclaus a la llibertat i mesures a favor de les "haciendas", de manera que Beresford va emetre un ban en què ordenava que es fes entendre als esclaus que no s'alliberarien. Aquesta mesura va contribuir a la derrota dels anglesos, ja que impulsà els esclaus a lluitar en contra seva.
Després de la derrota dels anglesos, el cabildo de Buenos Aires va declarar com el seu principal objectiu el fet de "ver modo de desterrar la esclavitud de nuestro suelo". El 1812, a Bernardo de Monteagudo, se li va impedir ser membre del primer triumvirat a causa de la seva "dubtosa filiació materna", al·ludint als seus avantpassats africans; paradoxalment, un dels impugnants fou Bernardino Rivadavia, que també tenia ancestres africans. L'Assemblea de l'any XIII, el primer cos constituent de l'Argentina, va decretar la llibertat de ventres, però no va reconèixer el dret total a la llibertat dels esclaus. Molts d'aquests van formar part de les milícies i tropes irregulars que van formar l'exèrcit argentí, sempre en esquadrons segregats. Podien, això sí, en cas que no estiguessin contents amb el seu amo, sol·licitar ser venuts i, fins i tot, cercar ells mateixos un comprador.
El 1853 es va abolir l'esclavitud. Fins aquell moment, la Llei de rescat obligava els propietaris a cedir el 40% dels seus esclaus perquè fessin el servei militar. Els que feien cinc anys complerts de servei militar, obtindrien la llibertat, però aquest cas va passar poques vegades.
A l'exèrcit del Nord, que van comandar José de San Martín i Manuel Belgrano, els lliberts negres van compondre fins al 65% de les tropes. San Martín va arribar a considerar que hi havia uns 400.000 afroamericans que podien ser reclutats pels exèrcits argentins.
Els exèrcits de la independència van reclutar una gran quantitat dels esclaus que existien en els territoris conquerits als reialistes, oferint-los, a canvi, la llibertat. Molts d'ells van integrar el batalló núm. 8, que va formar part de la línia de xoc en la batalla de Chacabuco, en què van registrar una gran quantitat de baixes.
Durant el govern de Juan Manuel de Rosas, la població negra de Buenos Aires va arribar a ser el 30% de la total. En aquesta època, ja se celebraven els carnavals en la seva forma americana i també es van desenvolupar els ritmes com el candombe i la milonga, que esdevindrien part fonamental del folklore argentí. De Rosas gaudia d'una gran estimació per part de la població negra, i acudia freqüentment als candombes. Molts dels gautxos que desenvolupaven les feines al camp en aquesta època eren afroargentins.
El 1837, Rosas va sancionar una llei que prohibia, de manera expressa, la compravenda d'esclaus en el territori nacional, i el 1840 feu pública la seva declaració de l'abolició total del tràfic d'esclaus al Riu de la Plata, en totes les seves formes. La Constitució Nacional del 1853 va abolir del tot l'esclavitud, però aquesta va quedar del tot establerta, amb la Constitució del 1860, quan es va establir la llibertat dels esclaus dels estrangers dins el territori argentí.
Un dels passatges ornamentals de l'obra Martín Fierro, escrita el 1872, i considerat com el llibre nacional de l'Argentina, consisteix en dues trobades del protagonista amb gautxos negres: al primer l'assassina, amb un caire racista, a la primera part del llibre, i amb l'altre, que resulta ser el fill del primer, diversos anys després, sosté una famosa payada (versos).
Després d'abolir-se l'esclavatge, els afroargentins van viure discriminats. Això ho prova el fet que dels 14 col·legis que hi havia a Buenos aires el 1857, només dos admetien nens negres, tot i que el 15% dels alumnes d'aquell any eren afroargentins. De manera similar, el 1829, a Córdoba només hi podien ingressar als col·legis secundaris dos afroamericans per any, i a la universitat només hi van tenir accés el 1853.
Els afroargentins van començar a publicar diaris i a organitzar-se per a la defensa comuna. Un dels diaris, El Unionista, publicà el 1877 una declaració d'igualtat de drets i de justícia per a totes les persones, sense tenir en compte el color de la pell.
Altres diaris van ser La raza africana, o sea el demócrata negro i El Proletario (1858). Vers el 1880, a Buenos Aires hi havia uns vint diaris d'aquest tipus. A causa d'aquesta activitat organitzativa, alguns investigadors dels moviments socials han considerat que els afroargentins van ser els que van introduir el socialisme i la idea de la justícia social en la cultura argentina.
Els afroamericans també van fer incursions en la política; per exemple, Jose M. Morales fou un actiu coronel mitrista, que va arribar a ser diputat provincial, constituent i després senador provincial el 1880, mentre que el tinent coronel Domingo Sosa va arribar a ser diputat en dues oportunitats i constituent el 1853.

## Què li va passar a la població negra argentina?

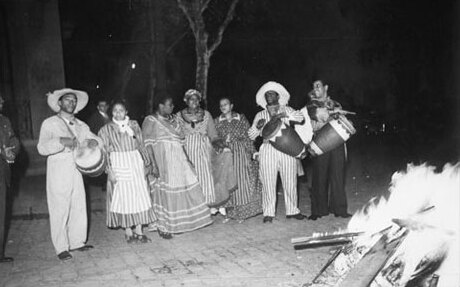
Argentins negres tocant candombe en 1938.

Tradicionalment s'ha afirmat que la població negra en l'Argentina va disminuir des de començaments de segle xix fins a pràcticament desaparèixer. No obstant això, el cens pilot realitzat en dos barris argentins en 2005 sobre coneixement d'avantpassats provinents de l'Àfrica negra va verificar que un 3% de la població sap que descendeix parcialment de negres (la qual cosa no implica necessàriament ser negre). Tenint en compte que la immigració europea va explicar més de la meitat del creixement de la població argentina el 1860, alguns historiadors sostenen que abans que la disminució, el que hi va haver fou un procés d'"invisibilització" de la població afroargentina i les seves arrels culturals.
Les antigues teories que sostenien el genocidi, així com la disminució de la població, utilitzaven arguments similars, però es diferenciaven per l'atribució d'intencionalitat que la primera atribueix a les classes dirigents. Entre les causes expressades es destaquen la suposada alta mortaldat de soldats negres a les guerres de segle xix (ja que teòricament eren una quantitat desproporcionadament alta dins de les forces armades -la qual cosa hauria estat planejat intencionalment pels governs de l'època-) i en una epidèmia de febre groga de 1871 que va afectar sud de la ciutat de Bs. As., com també una emigració nombrosa a Uruguai (a causa que allí hauria hagut una població negra més gran i un clima polític més favorable).
Les investigacions de les últimes dècades descarten tals teories. Si bé és veritat que els negres conformaven una part important dels exèrcits i milícies de segle xix, no eren majoria ni el seu nombre diferia gaire del d'amerindis i blancs fins i tot en els rangs baixos (els anomenats carn de canó). Tampoc les epidèmies de febre groga que van afectar Buenos Aires (especialment la més letal, que va ser la de 1871) van tenir un gran efecte, ja que els estudis demogràfics no donen suport aquesta visió (per contra, mostren que els més afectats van ser immigrants europeus recentment arribats que vivien en la pobresa) i, a més, aquesta teoria no explica el declivi de la població negra a la resta de l'Argentina.
Aquests arguments es van elaborar només sobre la base de conjectures, però des del segle xx van ser permanentment divulgats a Argentina pel sistema educatiu i els mitjans de comunicació (fins i tot actualment) a causa de la manca de l'accent en l'estudi tema i com un mètode per invisibilitzar la població no-blanca que va perdurar en el país fins a l'actualitat (si bé acabat el segle xix els negres van passar a ser un percentatge mínim de la població argentina, els amerindis van continuar sent una minoria important que des de ja abans de meitat de segle xx va créixer - i continua fent-ho- a causa de la nova onada immigratòria procedent de països sud-americans), el que va servir perquè, en l'imaginari social, la identitat argentina es basi únicament en la població blanca, especialment la descendent d'immigrants europeus.
La teoria més acceptada actualment és la que la població negra va ser disminuint gradualment amb el pas de les generacions a causa del seu mestissatge amb blancs i, en menor mesura, amerindis, que es va donar freqüentment ja des del segle xviii en el virregnat, i es va accelerar encara més a finals de segle xix amb l'arribada de l'onada immigratòria blanca massiva procedent d'Europa i Mig Orient, la qual va ser promoguda pels governs argentins de l'època precisament perquè la població no-blanca resulti "diluïda" dins de la majoria blanca mitjançant el mestissatge. Aquest procés va ser similar a la de la resta de continent (amb diferents resultats segons el volum de la immigració i les característiques demogràfiques particulars de cada regió) i es coneix com blanquejament.
El mateix es va basar en la idea que els blancs (especialment els que pertanyen a les cultures d'Europa Occidental) eren els únics capaços de tirar endavant una civilització, mentre que la majoria dels no-blancs (com amerindis i negres) estaven inevitablement relacionats amb la barbàrie.
A diferència d'altres regions d'Amèrica on hi va haver una forta segregació violenta dels no-blancs a causa de les mateixes idees, les elits argentines van pensar que la descendència no-blanca podria millorar mitjançant la barreja racial amb blancs. L'excepció, des de mitjans de segle xix, van ser aquells no-blancs que encara vivien en societats tribals que no formaven part de la cultura argentina i no estaven sota el control de govern, en aquest cas amerindis de diversos pobles indígenes locals que en general tenia conflictes amb ell (altres, en canvi, s'anaven integrant a la societat de país), vists així com salvatges incorregibles que eren un bloqueig a el progrés i una amenaça per a la nació. Això va desembocar en guerres contra ells (com algunes de l'anomenada Conquesta del Desert) que en alguns casos van acabar amb assassinats en massa i genocidis (fent fins i tot desaparèixer algunes ètnies), a més prenent les seves terres.
En l'època colonial tardana el mestissatge va ser habitual ja que, tot i el racisme regnant en l'època, el nivell de segregació i violència cap als no-blancs que formaven part de la societat colonial en els territoris que actualment són part de l'Argentina era menor que el que hi havia a altres colònies europees a Amèrica i en altres regions colonials espanyoles on es precisava una major intensitat de la mà d'obra esclava (com ser els enclavaments miners o els latifundis agrícoles de regions tropicals). Per això hi havia menys maltractament cap als esclaus, que a més tenien més llibertat per circular, especialment els que treballaven al camp, on fonamentalment es requerien tasques associats a la ramaderia i l'agricultura extensiva. També era més comú que poguessin comprar la seva llibertat, de manera que ja fins i tot diverses dècades abans de l'abolició de l'esclavitud, la mateixa estava en clar declivi.
D'altra banda, a causa de l'associació de la negritud amb la barbàrie, ja a finals de segle xviii els negres (que per llavors normalment comptaven amb cert nivell de mestissatge i per això la pell més clara que la majoria dels esclaus recentment arribats d'Àfrica, com així també trets menys típics de la raça), segons el seu grau de llibertat o de bona relació envers els seus amos o entorn social blanc, van passar gradualment a ser considerats en els censos i documents legals en categories pseudo racials confuses (però beneficioses per a ells) com les de pardos o trigueños (on també s'incloïen amerindis que formessin part de la societat colonial i fins i tot blancs amb un nivell alt de mestissatge) per deslligar-se del seu passat esclau i fer-los, teòricament, més funcionals a la societat moderna que es pretenia crear (segons la visió eurocentrista de les autoritats), i això va significar per als propis negres ja mestizados una millor posició social i major grau de llibertat a l'allunyar-se de la seva categoria racial original. En altres casos, també a causa de la seva fenotip ambigu, diversos intentaven ser anotats com indis (si podien donar compte de la seva ascendència indígena) a causa que això els possibilitava obtenir la llibertat, ja que des del segle XVI a les colònies espanyoles s'havia prohibit l'esclavitud d'indígenes americans mitjançant les Lleis Noves i les Lleis d'Índies (malgrat això, succeïa il·legalment, però amb molta menys freqüència que l'esclavitud dels africans negres i els seus descendents, que estava permesa). Fins i tot hi havia casos de dones negres amb un alt grau de mestissatge que aconseguien ser anotades com senyores o doñas (categories reservades únicament per a dones blanques) amb ajuda de persones blanques del seu entorn (per exemple, parelles).
Aquestes situacions feien que els negres preferissin formar família amb blancs i amerindis (en aquest cas només fins a mitjan segle xix, quan els trets d'aquesta raça es van tornar menys desitjables causa de la persecució que es va iniciar contra diversos pobles indígenes) per tenir fills que tinguessin la pell més clara i trets més allunyats dels nadius de l'Àfrica subsahariana, el que va incrementar el seu nivell de mestissatge i, per tant, disminució, que va perdurar amb força encara abolida l'esclavitud ja que les persones de pell més clara van continuar regint la societat i conformant la major part de l'elit, quedant així la pell fosca associada a la pobresa a la idiosincràsia argentina.
La classificació d'una quantitat cada vegada més gran de no-blancs (especialment aquells que tenien almenys alguna barreja racial) en noves categories pseudoraciales ambigües va ser ideada per les autoritats des dels últims anys de el període colonial com un mètode per moure de les seves identitats racials originals (negres i indis) en un intent per fer-los més assimilables dins la societat moderna que es pretenia crear. Aquesta va ser una primera part del blanquejament, conegut com l' aclariment, en què els no-blancs van ser col·locats de mica en mica en categories més properes a la blanca, que era la més desitjable. A més, l'elit blanca, que era una minoria en la majoria dels llocs fins a mitjan el segle xix, va utilitzar això com una forma de marcar la diferència entre "nosaltres" i "ells", permetent que molta gent "abandoni" les seves categories racials indesitjables originals, però a el mateix temps impedint que sigui catalogada com blanca (ja que en certs casos presentaven un aspecte més proper a el blanc que a el de les altres races) per negar-los l'accés a el poder i els privilegis que estaven reservats per a una minoria.
De tal manera, termes com morochos o criolls (que va ampliar el seu significat colonial original, que es referia només als blancs d'ascendència espanyola nascuts a Amèrica) va passar a ser utilitzat per catalogar a la gran majoria de la població que no era clarament blanca (o blancs descendents d'espanyols de l'època colonial en el cas dels criolls), ajudant així posteriorment a la narrativa de la desaparició dels amerindis i negres al país. La mateixa gent que pertany a aquestes races (la qual estava ja fortament mestizada, especialment en el cas dels negres) va buscar activament identificar-se amb les noves categories ja que estaven simbòlicament més properes a la blanquitud, el que possibilitava més beneficis i menys discriminació. Només els negres que conservaven pell fosca eren considerats com a tals, i a l'ésser una minoria inclusivament dins de la pròpia població negra argentina, van ser considerats com a casos aïllats o bé estrangers (ja que, des de fins de segle xix, diversos d'ells eren immigrants africans lliures arribats en temps recents principalment des de Cap Verd). En el cas dels amerindis, només van passar a ser considerats com a tals els que eren part dels pobles indígenes que encara sobrevivien (que representaven una petita minoria), no així els que eren part de la societat argentina no-indígena majoritària.

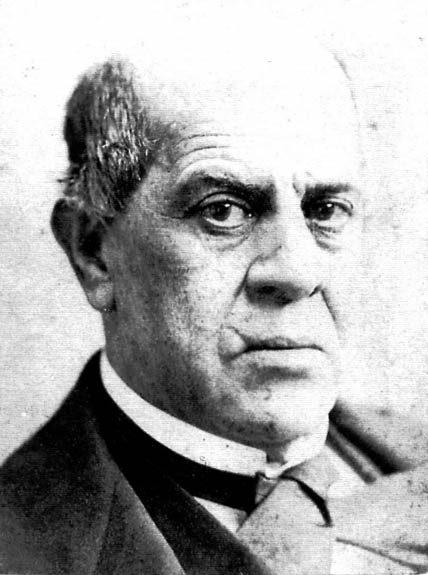
Domingo Faustino Sarmiento fou un president que va defensar idees racistes.

Domingo Faustino Sarmiento tenia una forta posició racista. El 1848, va escriure en el seu diari quan viatjava als Estats Units:
| « | "La esclavitud de los Estados Unidos es hoy una cuestión sin solución posible; son 4 millones de negros, y dentro de 20 años serán 8. Rescatarlos, ¿quién paga los 1.000 millones de pesos que valen? Libertos, ¿qué se hace con esa clase negra odiada por la raza blanca?... La esclavitud es una vegetación parásita que la colonización inglesa ha dejado pegada al árbol frondoso de las libertades. No se atrevieron a arrancarla de raíz cuando podaron el árbol, dejando al tiempo que la matase, y la parásita ha crecido y amenaza desgajar al árbol entero..." | » |

De la mateixa manera, anys després va escriure:
| «                      | Llego feliz a esta Cámara de Diputados de Buenos Aires, donde no hay gauchos, ni negros, ni pobres | » |
| — Citado por Ruchansky | |   |

El 1880, el percentatge oficial de població negra fou computat en un 1,8% del total. A partir d'aquest moment no serà registrada pels censos. La posició de l'estat tornà a fer-se explícita quan es va realitzar el cens nacional del 1895, quan els seus responsables van afirmar que:
| « | "No tardará en quedar la población unificada por completo formando una nueva y hermosa raza blanca". | » |

Referint-se a l'mestissatge que havia passat amb els negres des de feia diverses generacions, el 1905 el periodista Juan José d'Soiza Reilly va manifestar en el seu article Gente de color -Gent de color- (publicat a la revista Caras y Caretas) que:
| « | "A poc a poc, aquesta raça s'està extingint ... la raça va perdent en la barreja el seu color primitiu. Es fa gris. Es dissol. Es aclareix. L'arbre africà està donant blanques flors caucàsiques.". | » |

A partir de llavors i durant gairebé un segle, a l'Argentina gairebé no es va realitzar cap estudi que es referís als afroargentins.
A les últimes dècades, han començat a aparèixer investigacions, tant històriques com sociològiques, orientades a la població negra, amb resultats que han estat rebuts amb sorpresa, i fins i tot a vegades, amb refús, per amplis sectors.
Els mecanismes d'invisibilització i discriminació física i cultural dels afroargentins van tenir una manifestació pública el 2002, quan una funcionària de migracions va denunciar erròniament una ciutadana argentina per falsificació del passaport, argumentant que "no podia ser argentina i negra".
En els últims anys s'han multiplicat els estudis, activitats i organitzacions relacionades amb la població afroargentina. El resultat general indica una presència tant física com cultural molt major de la que se suposava oficialment.

## Influència cultural

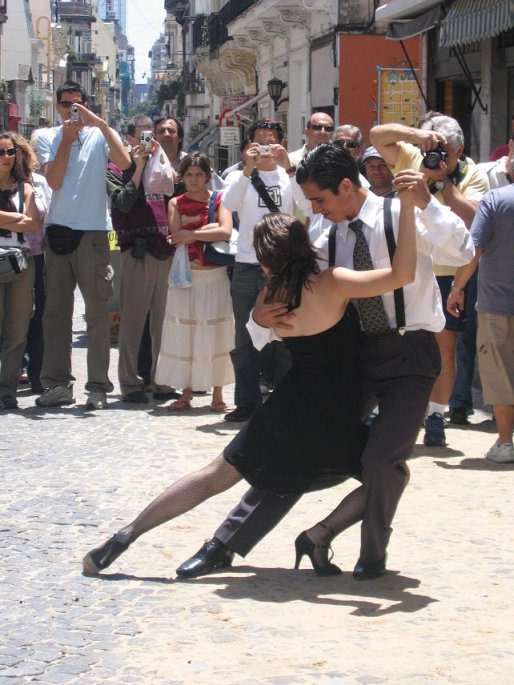
El tango, música i ball afrorioplatenca

Possiblement, l'efecte més durador de l'influx negre a l'Argentina sigui el tango, que cobra part de les seves característiques de les festivitats i les cerimònies que desenvolupaven els esclaus en els seus anomenats tangós, les cases de reunió en què s'agrupaven amb el permís dels seus amos. La milonga i la chacarera també es nodreixen de la seva influència, igual que la payada; en l'obra fictícia nacional Martín Fierro hi va aparèixer el payador negre Gabino Ezeiza. El pianista Rosendo Mendizábal, autor de El entrerriano, era negra, així com Cayetano Silva, compositor de la música de la Marcha de San Lorenzo. I Zenón Rolón, que va escriure la marxa fúnebre que el 1882 s'executà en honor del libertador José de San Martín, quan es van retornar les seves restes a l'Argentina.
El dialecte argentí està ple de termes africans, per exemple: mina (dona), mucama, mondongo, quilombo, banana, arroró, marote. I encara més, molt lèxic del lunfardo és també del mateix origen: mandinga, milonga, zamba, etc.
En els aspectes religiosos, a més de les celebracions del carnaval, hi ha més manifestacions religioses afroargentines, com la veneració de sant Baltasar (el rei mag) i de sant Benet.
Tot i això, el racisme encara és molt important avui en dia. Els termes negre, negrita, morocho o cabecita negra -dirigits a persones d'una altra classe social, però amb un fort contingut semàntic vinculat a l'ètnia- segueixen sent utilitzats, encara que les seves víctimes tot sovint són persones d'origen amerindi o fins i tot d'origen europeu.

## Poemes d'afroargentins
En medio de mi pueblo estoy aislado,
porque donde mi cuna se meció
con ímpetu arrojada de su lado,
una raza de parias ha quedado
y a aquella raza pertenezco yo.
Y ni patria tenemos, si existe,
de su seno nos supo conscribir;
las cargas sean para un hombre triste.
Y si un solo derecho nos asiste,
ha de ser el derecho de morir.
(1869) Horacio Mendizábal, poeta afroporteny.
Ah, maldito, maldito mil veces
seas blanco sin fe, tu cruel memoria
es eterno baldón para tu historia.
(1878) Casildo Thompson, poeta afroporteny.
Ya no hay negros botelleros,
ni tampoco changador,
ni negro que vende fruta,
mucho menos pescador;
porque esos napolitanos
hasta pasteleros son
y ya nos quieren quitar
el oficio de blanqueador.
Ya no hay sirviente de mi color
porque bachichas toditos son;
dentro de poco ¡Jesús por Dios!
bailarán zamba con el tambor.
Anònim, probablement de fins del segle xix.

## Categories colonials ètniques
Durant l'època colonial, les autoritats espanyoles van qualificar com diferents varietats d'"encreuaments", derivades de la unió de persones negres africanes amb persones d'altres orígens ètnics. Els noms utilitzats foren:
- Mulat (del terme mula): encreuament de negre amb blanc.
- Terceró: encreuament de blanc/a amb mulat/a.
- Quarteró: encreuament de blanc amb terceró.
- Quinteró: encreuament de blanc amb quarteró.
- Zambos: encreuament de negre amb indi/a.
- Zambos prietos: que tenien un fort color negre.
- Salto atrás: quan un fill era més negre que els seus pares.

Socialment, tenir un "encreuament" en l'arbre genealògic era una taca, així com d'altres freqüents en la cultura colonial, com mestís o cholo. En alguns casos, conegudes personalitats històriques es van trobar amb aquesta situació, com Bernardo de Monteagudo i Bernardino Rivadavia, que van ser qualificats de mulats.

## Racisme a l'Argentina basat en el color de la pell
A Argentina, igual que als altres estats d'Amèrica, el racisme relacionat amb el color de la pell o amb l'origen africà de les persones es remunta als temps de la dominació colonial. En el règim de castes imposat per Espanya, les descendents de persones provinents d'Àfrica negra ocupaven un lloc encara més baix que els descendents dels amerindis.
El racisme colonial va passar en certa manera a la cultura argentina, com ho mostren alguns comentaris racistes del president Domingo F. Sarmiento o certes frases incloses en la literatura nacional, com una disputa de tint racista en un famós passatge del llibre de José Hernández, el Martín Fierro, editat el 1870, en què el personatge principal es bat en duel amb un gautxo negre, després d'insultar la seva núvia i insultar-lo a ell amb el vers: 
| « | A los blancos hizo Dios, a los mulatos San Pedro, a los negros hizo el diablo para tizón del infierno. (cap. 7) | » |

Uns quants anys després, el 1878, Hernández publica la segona part del seu famós llibre, en què Fierro sosté una famosa payada en el debat sobre temes filosòfics (la vida, la creació, l'existència) amb un altre gautxo negre que resulta ser el fill de l'anterior i únic personatge alfabetitzat del famós llibre. Demostrant l'evolució del personatge i probablement de la societat argentina en processos de rebre milions d'immigrants europeus, en aquesta ocasió, Martin Fierro va evitar el duel.
La invisibilització deliberada dels afroargentins i la seva cultura és una altra manifestació del racisme a l'Argentina.
El 2006, la presidenta de l'Instituto Nacional contra la Discriminación, la Xenofobia y el Racismo (INADI) va reconèixer la invisibilització dels afroargentins amb les paraules següents:
| « | Los afros en la Argentina han sido «invisibilizados» y hoy siguen invisibles. Este es el resultado de un proceso de diáspora producido por el esclavismo y su transformación en servidumbre... La actual estratificación social los ubica en la pobreza. | » |
| — | |   |

Un tipus especial de discriminació s'ha generalitzat des de mitjans del segle xx, utilitzant termes despectius com cabecitas negras, negros, negritas, negrada, que estan relacionats sobretot amb treballadors de classes baixes. En molts casos, s'han "etnificat les relacions socials", i simplement s'utilitza el terme negre per a denominar de manera despectiva a les persones de classe baixa o amb comportaments considerats grolleres, sense cap relació amb el color de la seva pell. En les relacions laborals, és d'ús habitual entre les persones que tenen càrrecs d'importància en empreses en ús de personal, de referir-se als treballadors com "los negros". També és habitual, en la vida política, referir-se als simpatitzants amb el peronisme com "negros".
En aquesta manifestació particular del racisme, a l'Argentina, s'ha unificat el terme negre o negra, la discriminació de persones ameríndies, als immigrants llatinoamericans i els seus descendents i la dirigida contra els afroargentins.
Una manifestació d'aquest racisme actual es troba en les cançons utilitzades per les aficions de futbol. Per exemple, s'acusa l'afició dels Boca Juniors de ser "negros sucios de Bolivia y Paraguay".

## Associacions i organitzacions
El 9 d'octubre de 2006 es va crear el Foro de Afrodescendientes y Africanos en la Argentina amb l'objectiu de promoure el pluralisme social i cultural i la lluita contra la discriminació.
L'Instituto Nacional contra la Discriminación (INADI) és l'organisme públic encarregat de combatre la discriminació i el racisme.

## Afroargentins notables
- Gabino Ezeiza - cantant i compositor argentí.
- Enrique Maciel - guitarrista i compositor.
- Fidel Nadal - artista de reggae.
- Cayetano Alberto Silva - compositor.
- Horacio Mendizábal - músic i compositor.
- Casildo G. Thompson - escriptor popular.
- Zenón Rolón - músic reconegut.
- Jimmy Santos - cantant i compositor.
- Miriam Gomes
- Maria Lamadrid
- Tomas Platero IV - escriptor/poeta.
- Chocolate Baley - porter de futbol.